# Henrik Gottlieb
Henrik Gottlieb (* 1953 in Kopenhagen, Dänemark) ist ein dänischer Übersetzungswissenschaftler und Untertitler. Er lehrt als außerordentlicher Professor an der Universität Kopenhagen am Institut der Anglistik, Germanistik und Romanistik.

## Leben
Nach Abschluss des Junior Colleges 1971 arbeitete Gottlieb von 1980 bis 1990 als Untertitler bei Radio Denmark (Kultur & Fiktion) und von 1988 bis 1990 für Danish TV2 bei Columbus Film (Dokumentationen) in Kopenhagen. 1990 schloss er einen Masterstudiengang in Englisch und angewandter Sprachwissenschaft an der Universität Kopenhagen ab und arbeitete von 1990 bis 1992 als wissenschaftlicher Mitarbeiter am Zentrum für Übersetzungswissenschaft und Lexikografie. Von 1992 bis 1995 war er Forschungsstipendiat am Institut für Anglistik und 1995 wissenschaftlicher Referent in der Untertitelungsabteilung von TV International von Radio Denmark in Kopenhagen. 1995 übernahm er ebenfalls eine 1-jährige außerordentliche Professur-Vertretung am Institut für Anglistik. Von 1996 bis 1999 war er dort als Lehrbeauftragter tätig und schloss 1998 seine Promotion in Übersetzungswissenschaft an der Universität Kopenhagen mit der Arbeit Subtitles, Translation & Idioms ab. Seit 2000 lehrt er als außerordentlicher Professor am Institut der Anglistik, Germanistik und Romanistik der Universität Kopenhagen. Seit 2006 ist er Chefredakteur der Zeitschrift Perspectives. Studies in Translatology.
Seine Forschungsschwerpunkte sind der Einfluss der englischen Sprache auf andere Sprachen sowie Untertitelungsstrategien.

## Wirken (Auswahl)
- Mitorganisator der Language International Conferences in Translation and Interpreting (1991–95)
- Mitbegründer der European Association for Studies in Screen Translation (Wales 1995)
- Externer Bewerter der Doktorarbeiten an der Universität Šiauliai in Litauen (2002)
- Vorstandsmitglied der Zeitschrift Across Languages and Cultures (seit 2003)
- Mitorganisator der Audiovisual Translation Scenarios Euro-Conference,   Universität Kopenhagen (2006)
- Mitglied des geisteswissenschaftlichen Ausschusses zu wissenschaftlicher Vermittlung an der Universität Kopenhagen (2007)
- Externer Gutachter für verschiedene internationale Zeitschriften und Anthologien der Übersetzungswissenschaft (2008)
- Dänischer Vertreter des von der EU geförderten DTV4All Forschungsprojekts (2008–2010)

## Publikationen (Auswahl)
- Subtitling – A New University Discipline. In Teaching Translation and Interpreting: Training, Talent and Experience, Amsterdam/Philadelphia, John Benjamins Publishing Company 1992
- Idioms in Corpora: Types, Tokens, Frequencies, and Lexicographical Implications. In Symposium on Lexicography VI. Tübingen, Max Niemayer Verlag 1994.
- Subtitling: People translating People. In Teaching Translation and Interpreting: Insights, Aims, Visions. Amsterdam/Philadelphia, John Benjamins Publishing Company 1994
- Typologies of translation. In An introduction to translation studies. Center for Translation Studies, Copenhagen 1997
- Four Germanic Dictionaries of Anglicisms: When Definitions Speak Louder than Words. In Symposium on Lexicography X. Tübingen, Fischer Taschenbuch Verlag 2002
- Untertitel: Das Visualisieren filmischen Dialogs. In Schrift und Bild im Film. Bielefeld, Aisthesis Verlag 2002
- Subtitling against the current: Danish concepts, English minds. In New Trends in Audiovisual Translation. Bristol, Multilingual Matters 2009
- Old Films, New Subtitles, More Anglicisms? In Audiovisual Translation and Media Accessibility at the Crossroads: Media for All 3. Amsterdam/New York, Rodopi 2012